# Tetrastemma aseptata
Tetrastemma aseptata är en djurart som tillhör fylumet slemmaskar, och som först beskrevs av Friedrich 1935.  Tetrastemma aseptata ingår i släktet Tetrastemma och familjen Tetrastemmatidae. Inga underarter finns listade i Catalogue of Life.